# In Love With Myself
«In Love With Myself» —en español: ‘Enamorado de mí’— es una canción realizada por el DJ y productor francés David Guetta. Cuenta con la colaboración en las voces del productor y cantante belga David Henrard, conocido como JD Davis.
Fue lanzado el 5 de diciembre de 2005 como el cuarto sencillo de su segundo álbum de estudio, Guetta Blaster.

## Listado de canciones
| CD, Maxi-Single |                                                              |          |  |
| N.º             | Título                                                       | Duración |  |
| 1.              | «In Love With Myself» (Benny Benassi Remix)                  | 6:32     |  |
| 2.              | «In Love With Myself» (Fuzzy Hair Remix)                     | 7:58     |  |
| 3.              | «In Love With Myself» (Robbie Rivera Remix)                  | 8:35     |  |
| 4.              | «In Love With Myself» (David Guetta & Joachim Garraud Remix) | 7:47     |  |
| 5.              | «In Love With Myself» (JD Davis Remix)                       | 5:36     |  |
| 6.              | «In Love With Myself» (Original Version)                     | 4:27     |  |

## Posicionamiento en listas
| Lista (2005)                                | Mejor posición |
| ------------------------------------------- | -------------- |
| Bélgica (Flandes) (Ultratip Bubbling Under) | 6              |
| Bélgica (Valonia) (Ultratip Bubbling Under) | 3              |
| Países Bajos (Mega Single Top 100)          | 83             |
| Rumania (Romanian Top 100)                  | 34             |
| Suiza (Schweizer Hitparade)                 | 46             |